# Dipartimento di La Caldera
La Caldera è un dipartimento argentino, situato nella parte centro-settentrionale della provincia di Salta, con capoluogo La Caldera.
Esso confina a nord con la provincia di Jujuy, a est con il dipartimento di General Güemes, a sud con quello di Capital, e ad ovest con il dipartimento di Rosario de Lerma.
Secondo il censimento del 2010, su un territorio di 867 km², la popolazione ammontava a 7.763 abitanti, con un aumento demografico del 35,9% rispetto al censimento del 2001.
Il dipartimento, nel 2001, era suddiviso in 2 comuni (municipios):
- La Caldera
- Vaqueros